# Богданов, Михаил Александрович
Михаи́л Алекса́ндрович Богда́нов (17 ноября 1914, Выборг — 20 сентября 1995, Москва) — советский, российский художник кино, живописец, педагог. Народный художник СССР (1985).

## Биография
С 1939 по 1943 год учился на художественном факультете ВГИКа у Ф. С. Богородского и Б. В. Дубровского-Эшке.
Был художником-постановщиком киностудии «Союздетфильм» (ныне Киностудия имени М. Горького), с 1944 года работал на киностудии «Мосфильм» совместно с художником Г. А. Мясниковым.
Участник художественных выставок с 1941 года. Исполнил ряд киноплакатов. Среди живописных работ — пейзажи (1941), серия этюдов «Зерносовхоз „Лесной“» (1954), «Земля Весёлая» (1958), «Последний снег» (1958).
С 1944 года преподавал на художественном факультете во ВГИКе (с 1956 — заведующий кафедрой мастерства художников кино, с 1965 — профессор).
Член Союза художников РСФСР (с 1944), секретарь правления СХ РСФСР (1960—1981). Член Союза кинематографистов СССР (1957), секретарь правления Союза кинематографистов СССР (1974—1986).
Член-корреспондент АХ СССР (1973).
Член КПСС с 1950 года.
Скончался 19 сентября 1995 года в Москве. Урна с прахом покоится в колумбарии Кунцевского кладбища.

## Творчество
В качестве художника-постановщика работал в фильмах: «Каменный цветок» (1946), «Мичурин» (1949), «Герои Шипки» (1955, совместно с болгарским художником Г. Поповым), «Коммунист» (1958), «Хождение за три моря» (1958, совместно с индийскими художниками), «Гусарская баллада» (1962) и др. Одна из значительных работ М. А. Богданова и Г. А. Мясникова — фильм «Война и мир» по одноимённому произведению Л. Н. Толстого (1965—67, 1—4-я серии).

## Награды и звания
- Заслуженный деятель искусств РСФСР (1959)
- Народный художник РСФСР (1969)
- Народный художник СССР (1985) — за заслуги в развитии советского киноискусства[5]
- Орден Ленина (1971)[6]
- Орден «Знак Почёта» (1948)[7]
- Орден Дружбы (7 февраля 1995) — за заслуги перед государством, успехи, достигнутые в труде, науке, культуре, искусстве, большой вклад в укрепление дружбы и сотрудничества между народами[8]
- Медали
- Премии (в составе творческой группы) Международного кинофестиваля в Каннах (1947, 1954)
- Премия Американской киноакадемии «Оскар» (фильм «Война и мир», 1968).